# Mr. A
Mr. A é um personagem fictício de quadrinhos criado pelo desenhista Steve Ditko. Como é comum em seu trabalho, os direitos sobre o Mr. A e as aventuras dele permanecem de propriedade de Ditko, assim como todos os personagens escritos e ilustrados pelo próprio. A primeira aparição do Mr. A foi na revista Witzend #3, 1967. O nome de Mr. A advém da expressão "A é A", um jeito popular de se referir à Lei da identidade usada em lógica e filosofia, particularmente por Ayn Rand. É também uma referência a outro personagem similar de Ditko, o Questão, que seria o Q de Questão enquanto o A seria a Resposta (em inglês, answer), da popular expressão inglesa "Q and A" ou "pergunta e resposta".
Ditko foi citado como tendo dito que o Questão, é uma versão aceitável do Mr. A para o Comics Code Authority.

## História
Rex Graine é um repórter do jornal Daily Crusader. Ele é conhecido pelos seus princípios inflexíveis e por ser incorruptível. Em sua luta contra o crime Graine usa luvas de metal e uma máscara de aço com uma face plácida, transformando-se assim no Mr. A. Suas aventuras são as típicas histórias do detetive "durão", vestido sempre de terno e chapéu fedora; a roupa de Mr. A é completamente branca. Não existe uma aventura que conta a origem do personagem e também é desconhecida a causa que levou Graine a se tornar um justiceiro ou usar um disfarce. Ambas as identidades dele são uma ameaça para os criminosos. Mr. A usa cartões de visitas metade pretos e metade brancos e os distribui na sua chegada. É uma representação de que para ele só existe bem e mal, sem uma área cinzenta de moralidade.

## Ideologia por trás de Mr. A
Mr. A é um dos exemplos mais límpidos da crença de Ditko no Objetivismo de Ayn Rand. É típico das histórias haver sempre personagens que acreditam que pequenos desvios ou ilegalidades menores para conseguirem seus objetivos não as tornam má pessoas. A escalada de crimes desses personagens ocorre quando tentam esconder seus erros anteriores ou se envolvem com criminosos perigosos. Nos finais das histórias, Mr. A confronta os criminosos e considera a todos como culpados, inclusive aqueles que queriam continuar bons. É comum os personagens tentarem justificar suas ações imorais culpando o ambiente ou a sociedade e nunca assumirem suas próprias responsabilidades.
Quase todos os personagens falam das suas razões ideológicas em cada quadrinho, ficando claro que as aventuras não são apenas para entreter mas também para manter um diálogo de fundo Objetivista com os leitores.
Nem todas as aventuras de Mr. A são histórias de crimes. Algumas são representações alegóricas com os culpados explicando o que os levou a comprometerem seus valores. Mr. A, num quadrinho de fundo branco, confronta as explicações. É típico dessas histórias terminarem com os culpados caindo num abismo escuro ou permanecerem num fundo negro.
Críticas ao Mr. A foram feitas devido a ele ser um personagem sem sentimentos, que não demonstra remorso ou oferece misericórdia aos criminosos. Nas histórias, Mr. A diz que sente apenas pelos inocentes ou pelas vítimas. Pessoas que cometeram apenas um "único crime" como aceitarem dinheiro "sujo", são entregues para as autoridades para serem julgadas pelo que fizeram. Mr. A recusa "deixar passar" transgressões. Assassinos em situações difíceis podem ser ajudados por Mr. A desde que não ameacem inocentes. Caso contrário, Mr. A pode matar. E sem remorsos.
Ditko respondeu aos críticos de Mr. A em um ensaio denominado "Violence the Phoney Issue", publicado em Guts #5 de 1969. Esse ensaio foi republicado na coletânea de 2002 de Ditko chamada Avenging World.

## Trabalhos similares de Ditko
O Questão, originariamente da Charlton Comics e atualmente um personagem da DC Comics, é um herói muito parecido com Mr. A. Ambos são repórteres independentes e operam como justiceiros de máscaras. Ambos seguem o Objetivismo, mas o Questão é considerado mais "suave" do que o Mr. A.
As Séries H e Séries J de Dikto (das primeiras letras de "herói" e "justiça" respectivamente) contam histórias de homens que nunca contrariam aquilo em que acreditam, mesmo que seu futuro ou a própria vida estejam em risco.

## Influências
- Steve Ditko e Mr. A são referenciados na canção "New Broom" da banda britânica XTC, do álbum Take Away / The Lure of Salvage: "Mr. Ditko was right, Mr. A so near." (Senhor Dikto estava certo; Mr. A está perto).
- Mr. A é sugerido na canção Goodbye Mr. A da banda britânica The Hoosiers de 2007. No vídeo de "Goodbye Mr. A", Mr. A é lançado ao céu em um foguete.
- Alan Moore foi membro da banda The Emperors of Ice Cream ("O Imperador do Sorvete", de um poema de Wallace Stevens) que cantava uma música chamada "Mr. A." e que criticava a ideologia política de Steve Ditko.[1]
- O personagem Rorschach foi comparado com Mr. A. Durante uma entrevista, quando perguntado sobre Rorschach, Dikto disse que esse era Mr. A insano.[1]

## Histórias publicadas
- "Mr. A." (5 pags) (witzend #3, 1967)
- "Mr. A." (10 pags) (witzend #4, 1968)
  - Republicadas em The Ditko Collection #1, de Fantagraphics 2/85
- "When Is A Man To Be Judged Evil?" (6 pags) (THE COLLECTOR #26, Verão de 72)
- capa de THE COLLECTOR #26, Verão de 72
- "What Happens To A Man When He Refuses To Uphold The Good" (8 pags) (COMIC CRUSADER #6, Verão de 69 e #7, Inverno de 69)
- "Mr. A.: Chapterplay" (8 pags) (COMIC CRUSADER #13, 1972)
  - Republicada em Mr. A. #1 de Comic Art Publishers, 1973
  - Republicada em The Ditko Collection #1, de Fantagraphics 2/85
- "Count Rogue" (16 pags)
- "Brotherhood Of The Collective" (16 pags)
  - Republicadas em Mr. A. #2 de Bruce Hershenson, 1975
  - Republicadas em The Ditko Collection #2, de Fantagraphics 8/86

Bruce Hershenson anunciou uma Mr. A. #3, que deveria ser "Mr. A. vs. the Polluters", mas a revista não apareceu.
- "Mr. A. Faces The Knifer"  (30 pags). (176 pags. de Steve Ditko, Heroes Package, Robin Snyder, 2000)